# Левин, Лев Абрамович
Лев Абрамович Левин (6 апреля 1909, Уваровка, Смоленская губерния, Российская империя — 14 августа 1993, Москва, Россия) — советский библиограф, библиографовед, историк книги, педагог, доктор исторических наук (1986), профессор (1986), Заслуженный работник культуры РСФСР (1981).

## Биография
Родился 6 апреля 1909 года в Уваровке. Вскоре после рождения переехал в Минск и после окончания средней школы в 1926 году поступил на юридический факультет БГУ, который он окончил в 1931 году. В том же году поступил в аспирантуру НИИ библиотековедения, которую он окончил в 1934 году. Будучи студентом БГУ, с 1926 по 1929 год работал в передвижном библиотечном фонде, культурном отделе ЦСП БССР (с 1930 по 1931 год). В 1934 году переехал в Москву и посвятил этому городу всю оставшуюся жизнь. Он заведовал консультационно-библиографическим отделом коллектора массовых библиотек. В 1936 году поступил на работу в НИИ библиотековедения и рекомендательной библиографии на должность научного сотрудника, и работал вплоть до 1938 года, одновременно с этим работал преподавателем в МГБИ-МГИКе с 1933 по 1989 год, после чего ушёл на пенсию.
Скончался 14 августа 1993 года в Москве.

## Научные работы
Основные научные работы посвящены библиографоведению. Автор свыше 130 научных работ, монографий, учебников, учебных пособий.
- Внёс огромный вклад в формирование отраслевого библиографоведения.
- Выделил основные виды библиографии.
- Отстаивал концепцию фундаментальной отраслевой подготовки библиотечно-библиографических кадров.